# Salzburger Hof (Maribor)

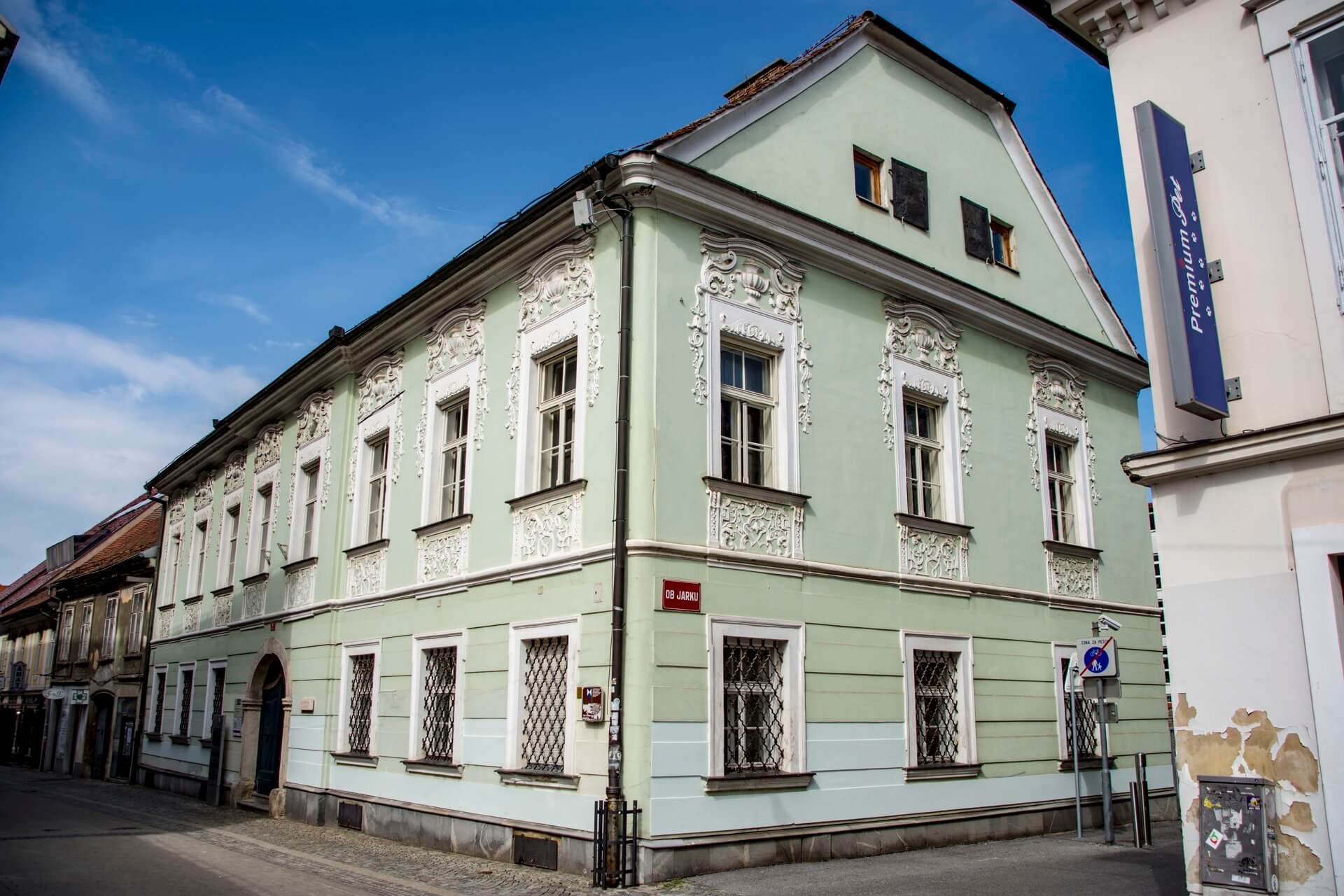
Salzburški dvor, 2018

Salzburški dvor, auch Salzburški dvorec (slowenisch für Salzburger Hof bzw. Salzburger Palast) ist der Name eines Barockgebäudes im Bezirk Center der slowenischen Stadtgemeinde Maribor.
Das Gebäude an der Ecke Vetrinjska ulica und Ob jarku besitzt eine Fassade aus der Zeit um 1725 und wird als das prächtigste Mariborer Gebäude aus der Barockzeit angesehen. Beim Ausbau von anliegenden Geschäftsgebäuden Ende des 20./Anfang des 21. Jahrhunderts wurden wesentliche Teile der ursprünglichen Anlage zerstört.

## Geschichte
Ursprünglich stammt das Anwesen aus dem 14. Jahrhundert. Hier hatte das Fürsterzbistum Salzburg bis zum Beginn des 18. Jahrhunderts die Verwaltung seiner Besitztümer in der Stadt und der Umgebung. In den Jahren von 1834 bis 1864 war das Anwesen Sitz des deutschen Lesevereins und wurde Bürgercasino genannt. Der Salzburger Hof war auch als Vetrinjski dvor (Viktring-Hof) bekannt und wird häufig mit dem nahegelegenen Vetrinjski dvor (auch bekannt als Breuner-Herrenhaus, Berdajs-Haus oder Nasko-Haus) in der Vetrinjska ulica 30 verwechselt.